# Kameničná (district de Komárno)
Pour les articles homonymes, voir Kameničná.
Kameničná est une commune du district de Komárno, dans la région de Nitra, en Slovaquie.

## Histoire
Sa première mention écrite date de 1482.

## Démographie

### Évolution de la population
| Année:               | 1994. | 2004.   | 2014.   | 2024.   |
| -------------------- | ----- | ------- | ------- | ------- |
| Nombre de personnes: | 1736  | 1839    | 1929    | 1921    |
| Différence:          |       | +5,93 % | +4,89 % | -0,41 % |

| Année:               | 2023. | 2024.   |
| -------------------- | ----- | ------- |
| Nombre de personnes: | 1883  | 1921    |
| Différence:          |       | +2,01 % |